# Кубок Европы по баскетболу 2014/2015. Группа J
В этой статье представлено положение команд и результаты матчей в группе J Last-32 Кубка Европы 2014/2015. Матчи пройдут с 6 января по 10 апреля 2015 года. Состав группы определяется по результатам регулярного сезона (без жеребьёвки). В ней примут участие 4 команды, которые сыграют друг с другом в два круга. Две лучшие команды выйдут в плей-офф Кубка Европы 2014/2015.

## Команды
| Команда | Место в регулярном сезоне (группа) |
| ------- | ---------------------------------- |
| Лимож   | 6-е (группа B Евролиги 2014/2015)  |
| Химки   | 1-е (группа D)                     |
| ПАОК    | 2-е (группа F)                     |
| Канту   | 4-е (группа B)                     |

## Положение команд
|  | Команды вышли в плей-офф |

| №  | Команда | И | В | П | МЗ  | МП  | +/- | Тай-брейк   |
| -- | ------- | - | - | - | --- | --- | --- | ----------- |
| 1. | Химки   | 6 | 5 | 1 | 512 | 449 | +63 |             |
| 2. | Канту   | 6 | 3 | 3 | 454 | 449 | +5  | 1–1 (0), +5 |
| 3. | Лимож   | 6 | 3 | 3 | 430 | 430 | 0   | 1–1 (0), 0  |
| 4. | ПАОК    | 6 | 1 | 5 | 421 | 489 | –34 |             |

## Результаты

### 1-й тур
| 7 января 2015 20:30 | Отчёт | Лимож                      | 71:59    | ПАОК       | Дворец спорта Боблан, Лимож Зрителей: 4 500 Судьи: Синиша Херцег, Карлос Перуга, Мориц Райтер |
| 7 января 2015 20:30 | Отчёт | 15:14, 16:17, 20:16, 20:12 |          |            | Дворец спорта Боблан, Лимож Зрителей: 4 500 Судьи: Синиша Херцег, Карлос Перуга, Мориц Райтер |
| 7 января 2015 20:30 | Отчёт | Батиста 21                 | Очки     | Бремер 16  | Дворец спорта Боблан, Лимож Зрителей: 4 500 Судьи: Синиша Херцег, Карлос Перуга, Мориц Райтер |
| 7 января 2015 20:30 | Отчёт | Батиста 12                 | Подборы  | Лэнгфорд 7 | Дворец спорта Боблан, Лимож Зрителей: 4 500 Судьи: Синиша Херцег, Карлос Перуга, Мориц Райтер |
| 7 января 2015 20:30 | Отчёт | Вестерманн 7               | Передачи | Бремер 4   | Дворец спорта Боблан, Лимож Зрителей: 4 500 Судьи: Синиша Херцег, Карлос Перуга, Мориц Райтер |

| 7 января 2015 20:30 | Отчёт | Канту                      | 99:88    | Химки     | «Паласпорт Пьянелла», Канту Зрителей: 1 816 Судьи: Висенте Бульто, Жозеф Биссанг, Сашо Петек |
| 7 января 2015 20:30 | Отчёт | 22:23, 34:14, 20:21, 23:30 |          |           | «Паласпорт Пьянелла», Канту Зрителей: 1 816 Судьи: Висенте Бульто, Жозеф Биссанг, Сашо Петек |
| 7 января 2015 20:30 | Отчёт | Холлис 19                  | Очки     | Райс 25   | «Паласпорт Пьянелла», Канту Зрителей: 1 816 Судьи: Висенте Бульто, Жозеф Биссанг, Сашо Петек |
| 7 января 2015 20:30 | Отчёт | Бува 6                     | Подборы  | Моня 9    | «Паласпорт Пьянелла», Канту Зрителей: 1 816 Судьи: Висенте Бульто, Жозеф Биссанг, Сашо Петек |
| 7 января 2015 20:30 | Отчёт | Джонсон-Одом 7             | Передачи | Копонен 6 | «Паласпорт Пьянелла», Канту Зрителей: 1 816 Судьи: Висенте Бульто, Жозеф Биссанг, Сашо Петек |

### 2-й тур
| 14 января 2015 16:00 | Отчёт | ПАОК                       | 78:77    | Канту          | «ПАОК Арена», Салоники Зрителей: 1 500 Судьи: Хуан Карлос Гарсия Гонсалес, Радомир Воинович, Александар Милоевич |
| 14 января 2015 16:00 | Отчёт | 20:24, 18:10, 19:20, 21:23 |          |                | «ПАОК Арена», Салоники Зрителей: 1 500 Судьи: Хуан Карлос Гарсия Гонсалес, Радомир Воинович, Александар Милоевич |
| 14 января 2015 16:00 | Отчёт | Лэнгфорд 18                | Очки     | Джонс 16       | «ПАОК Арена», Салоники Зрителей: 1 500 Судьи: Хуан Карлос Гарсия Гонсалес, Радомир Воинович, Александар Милоевич |
| 14 января 2015 16:00 | Отчёт | Лэнгфорд 6                 | Подборы  | Джонс 9        | «ПАОК Арена», Салоники Зрителей: 1 500 Судьи: Хуан Карлос Гарсия Гонсалес, Радомир Воинович, Александар Милоевич |
| 14 января 2015 16:00 | Отчёт | Цохлас 7                   | Передачи | Джонсон-Одом 3 | «ПАОК Арена», Салоники Зрителей: 1 500 Судьи: Хуан Карлос Гарсия Гонсалес, Радомир Воинович, Александар Милоевич |

| 14 января 2015 17:30 | Отчёт | Химки                     | 79:70    | Лимож                | Баскетбольный центр Московской области, Химки Зрителей: 1 550 Судьи: Луиджи Ламоника, Марио Майкич, Марко Юрас |
| 14 января 2015 17:30 | Отчёт | 20:9, 17:22, 17:16, 25:23 |          |                      | Баскетбольный центр Московской области, Химки Зрителей: 1 550 Судьи: Луиджи Ламоника, Марио Майкич, Марко Юрас |
| 14 января 2015 17:30 | Отчёт | Копонен 24                | Очки     | 3 игрока по 13       | Баскетбольный центр Московской области, Химки Зрителей: 1 550 Судьи: Луиджи Ламоника, Марио Майкич, Марко Юрас |
| 14 января 2015 17:30 | Отчёт | Ханикатт 7                | Подборы  | Зербо 7              | Баскетбольный центр Московской области, Химки Зрителей: 1 550 Судьи: Луиджи Ламоника, Марио Майкич, Марко Юрас |
| 14 января 2015 17:30 | Отчёт | Райс 7                    | Передачи | Батиста, Мёрман по 3 | Баскетбольный центр Московской области, Химки Зрителей: 1 550 Судьи: Луиджи Ламоника, Марио Майкич, Марко Юрас |

### 3-й тур
| 20 января 2015 20:00 | Отчёт | Лимож                      | 81:70    | Канту              | Дворец спорта Боблан, Лимож Зрителей: 4 500 Судьи: Хосе Рамон Гарсия Ортис, Оскар Переа, Ингус Бауманис |
| 20 января 2015 20:00 | Отчёт | 17:17, 20:16, 24:27, 20:10 |          |                    | Дворец спорта Боблан, Лимож Зрителей: 4 500 Судьи: Хосе Рамон Гарсия Ортис, Оскар Переа, Ингус Бауманис |
| 20 января 2015 20:00 | Отчёт | Мёрман 20                  | Очки     | Фелдин 19          | Дворец спорта Боблан, Лимож Зрителей: 4 500 Судьи: Хосе Рамон Гарсия Ортис, Оскар Переа, Ингус Бауманис |
| 20 января 2015 20:00 | Отчёт | Мёрман 11                  | Подборы  | Бува, Уильямс по 5 | Дворец спорта Боблан, Лимож Зрителей: 4 500 Судьи: Хосе Рамон Гарсия Ортис, Оскар Переа, Ингус Бауманис |
| 20 января 2015 20:00 | Отчёт | Вестерманн 6               | Передачи | Шермадини 3        | Дворец спорта Боблан, Лимож Зрителей: 4 500 Судьи: Хосе Рамон Гарсия Ортис, Оскар Переа, Ингус Бауманис |

| 21 января 2015 18:00 | Отчёт | ПАОК                       | 78:82    | Химки              | «ПАОК Арена», Салоники Зрителей: 1 438 Судьи: Сеффи Шеммеш, Дамир Явор, Амит Балак |
| 21 января 2015 18:00 | Отчёт | 16:24, 24:16, 14:17, 24:25 |          |                    | «ПАОК Арена», Салоники Зрителей: 1 438 Судьи: Сеффи Шеммеш, Дамир Явор, Амит Балак |
| 21 января 2015 18:00 | Отчёт | Картер 17                  | Очки     | Ханикатт 14        | «ПАОК Арена», Салоники Зрителей: 1 438 Судьи: Сеффи Шеммеш, Дамир Явор, Амит Балак |
| 21 января 2015 18:00 | Отчёт | Вон 5                      | Подборы  | Моня 8             | «ПАОК Арена», Салоники Зрителей: 1 438 Судьи: Сеффи Шеммеш, Дамир Явор, Амит Балак |
| 21 января 2015 18:00 | Отчёт | 3 игрока по 3              | Передачи | Райс, Попович по 5 | «ПАОК Арена», Салоники Зрителей: 1 438 Судьи: Сеффи Шеммеш, Дамир Явор, Амит Балак |

### 4-й тур
| 28 января 2015 17:00 | Отчёт | Химки                     | 102:68   | ПАОК        | Баскетбольный центр Московской области, Химки Зрителей: 1 980 Судьи: Рюштю Нуран, Рено Жейе, Александар Глишич |
| 28 января 2015 17:00 | Отчёт | 27:18, 24:18, 27:9, 24:23 |          |             | Баскетбольный центр Московской области, Химки Зрителей: 1 980 Судьи: Рюштю Нуран, Рено Жейе, Александар Глишич |
| 28 января 2015 17:00 | Отчёт | Копонен 21                | Очки     | Лэнгфорд 17 | Баскетбольный центр Московской области, Химки Зрителей: 1 980 Судьи: Рюштю Нуран, Рено Жейе, Александар Глишич |
| 28 января 2015 17:00 | Отчёт | Огастин 12                | Подборы  | Лэнгфорд 4  | Баскетбольный центр Московской области, Химки Зрителей: 1 980 Судьи: Рюштю Нуран, Рено Жейе, Александар Глишич |
| 28 января 2015 17:00 | Отчёт | Райс 8                    | Передачи | Цохлас 5    | Баскетбольный центр Московской области, Химки Зрителей: 1 980 Судьи: Рюштю Нуран, Рено Жейе, Александар Глишич |

| 28 января 2015 20:30 | Отчёт | Канту                      | 68:57    | Лимож    | «Паласпорт Пьянелла», Канту Зрителей: 2 306 Судьи: Мигель Перес Перес, Игор Драгоевич, Пётр Пастусяк |
| 28 января 2015 20:30 | Отчёт | 23:12, 18:12, 14:13, 13:20 |          |          | «Паласпорт Пьянелла», Канту Зрителей: 2 306 Судьи: Мигель Перес Перес, Игор Драгоевич, Пётр Пастусяк |
| 28 января 2015 20:30 | Отчёт | Джонсон-Одом 24            | Очки     | Смит 12  | «Паласпорт Пьянелла», Канту Зрителей: 2 306 Судьи: Мигель Перес Перес, Игор Драгоевич, Пётр Пастусяк |
| 28 января 2015 20:30 | Отчёт | Джонсон-Одом 8             | Подборы  | Мёрман 9 | «Паласпорт Пьянелла», Канту Зрителей: 2 306 Судьи: Мигель Перес Перес, Игор Драгоевич, Пётр Пастусяк |
| 28 января 2015 20:30 | Отчёт | 4 игрока по 2              | Передачи | Смит 5   | «Паласпорт Пьянелла», Канту Зрителей: 2 306 Судьи: Мигель Перес Перес, Игор Драгоевич, Пётр Пастусяк |

### 5-й тур
| 4 февраля 2015 17:30 | Отчёт | Химки                     | 75:62    | Канту                   | Баскетбольный центр Московской области, Химки Зрителей: 1 800 Судьи: Фернанду Роша, Ааре Халлико, Сашо Петек |
| 4 февраля 2015 17:30 | Отчёт | 23:16, 15:15, 22:7, 15:24 |          |                         | Баскетбольный центр Московской области, Химки Зрителей: 1 800 Судьи: Фернанду Роша, Ааре Халлико, Сашо Петек |
| 4 февраля 2015 17:30 | Отчёт | Дэвис 14                  | Очки     | Джонсон-Одом 23         | Баскетбольный центр Московской области, Химки Зрителей: 1 800 Судьи: Фернанду Роша, Ааре Халлико, Сашо Петек |
| 4 февраля 2015 17:30 | Отчёт | Огастин 6                 | Подборы  | Шермадини, Уильямс по 6 | Баскетбольный центр Московской области, Химки Зрителей: 1 800 Судьи: Фернанду Роша, Ааре Халлико, Сашо Петек |
| 4 февраля 2015 17:30 | Отчёт | Райс 8                    | Передачи | Фелдин 2                | Баскетбольный центр Московской области, Химки Зрителей: 1 800 Судьи: Фернанду Роша, Ааре Халлико, Сашо Петек |

| 4 февраля 2015 18:00 | Отчёт | ПАОК                       | 68:79    | Лимож                   | «ПАОК Арена», Салоники Зрителей: 1 020 Судьи: Мигель Анхель Перес Нис, Давид Романо, Харис Биедич |
| 4 февраля 2015 18:00 | Отчёт | 15:15, 19:17, 20:19, 14:28 |          |                         | «ПАОК Арена», Салоники Зрителей: 1 020 Судьи: Мигель Анхель Перес Нис, Давид Романо, Харис Биедич |
| 4 февраля 2015 18:00 | Отчёт | Картер 19                  | Очки     | Вестерманн 21           | «ПАОК Арена», Салоники Зрителей: 1 020 Судьи: Мигель Анхель Перес Нис, Давид Романо, Харис Биедич |
| 4 февраля 2015 18:00 | Отчёт | Лиапис, Маргаритис по 5    | Подборы  | Мёрман 13               | «ПАОК Арена», Салоники Зрителей: 1 020 Судьи: Мигель Анхель Перес Нис, Давид Романо, Харис Биедич |
| 4 февраля 2015 18:00 | Отчёт | Цохлас 7                   | Передачи | Вестерманн, Мёрман по 2 | «ПАОК Арена», Салоники Зрителей: 1 020 Судьи: Мигель Анхель Перес Нис, Давид Романо, Харис Биедич |

### 6-й тур
| 10 февраля 2015 19:15 | Отчёт | Лимож                       | 72:86    | Химки      | Дворец спорта Боблан, Лимож Зрителей: 5 000 Судьи: Сретен Радович, Кармело Патернико, Сержиу Силва |
| 10 февраля 2015 19:15 | Отчёт | 14:21, 18:18, 20:24, 20:23  |          |            | Дворец спорта Боблан, Лимож Зрителей: 5 000 Судьи: Сретен Радович, Кармело Патернико, Сержиу Силва |
| 10 февраля 2015 19:15 | Отчёт | Бонгу-Коло 17               | Очки     | Дэвис 14   | Дворец спорта Боблан, Лимож Зрителей: 5 000 Судьи: Сретен Радович, Кармело Патернико, Сержиу Силва |
| 10 февраля 2015 19:15 | Отчёт | Бонгу-Коло, Зербо по 5      | Подборы  | Ханикатт 7 | Дворец спорта Боблан, Лимож Зрителей: 5 000 Судьи: Сретен Радович, Кармело Патернико, Сержиу Силва |
| 10 февраля 2015 19:15 | Отчёт | Вестерманн, Бонгу-Коло по 4 | Передачи | Моня 7     | Дворец спорта Боблан, Лимож Зрителей: 5 000 Судьи: Сретен Радович, Кармело Патернико, Сержиу Силва |

| 11 февраля 2015 20:30 | Отчёт | Канту                      | 78:70    | ПАОК                | «Паласпорт Пьянелла», Канту Зрителей: 2 471 Судьи: Срджан Дозай, Радомир Войинович, Здравко Рутешич |
| 11 февраля 2015 20:30 | Отчёт | 16:19, 21:23, 21:13, 20:15 |          |                     | «Паласпорт Пьянелла», Канту Зрителей: 2 471 Судьи: Срджан Дозай, Радомир Войинович, Здравко Рутешич |
| 11 февраля 2015 20:30 | Отчёт | Джонсон-Одом 21            | Очки     | Лэнгфорд 17         | «Паласпорт Пьянелла», Канту Зрителей: 2 471 Судьи: Срджан Дозай, Радомир Войинович, Здравко Рутешич |
| 11 февраля 2015 20:30 | Отчёт | 3 игрока по 5              | Подборы  | Одум 6              | «Паласпорт Пьянелла», Канту Зрителей: 2 471 Судьи: Срджан Дозай, Радомир Войинович, Здравко Рутешич |
| 11 февраля 2015 20:30 | Отчёт | Джентиле 5                 | Передачи | Картер, Цохлас по 4 | «Паласпорт Пьянелла», Канту Зрителей: 2 471 Судьи: Срджан Дозай, Радомир Войинович, Здравко Рутешич |